# Goodrich (Dakota del Norte)
Goodrich es una ciudad ubicada en el condado de Sheridan en el estado estadounidense de Dakota del Norte. En el censo de 2010 tenía una población de 98 habitantes y una densidad poblacional de 131,38 personas por km².

## Geografía
Goodrich se encuentra ubicada en las coordenadas 47°28′34″N 100°7′29″O / 47.47611, -100.12472. Según la Oficina del Censo de los Estados Unidos, Goodrich tiene una superficie total de 0.75 km², de la cual 0.74 km² corresponden a tierra firme y (1.39%) 0.01 km² es agua.

## Demografía
Según el censo de 2010, había 98 personas residiendo en Goodrich. La densidad de población era de 131,38 hab./km². De los 98 habitantes, Goodrich estaba compuesto por el 97.96% blancos, el 0% eran afroamericanos, el 2.04% eran amerindios, el 0% eran asiáticos, el 0% eran isleños del Pacífico, el 0% eran de otras razas y el 0% pertenecían a dos o más razas. Del total de la población el 0% eran hispanos o latinos de cualquier raza.